# Lalden
Lalden (toponimo tedesco) è un comune svizzero di 661 abitanti del Canton Vallese, nel distretto di Visp.

## Monumenti e luoghi d'interesse
- Chiesa parrocchiale cattolica di San Giuseppe, eretta nel 1974-1976[2].

## Società

### Evoluzione demografica
L'evoluzione demografica è riportata nella seguente tabella:
Abitanti censiti

## Infrastrutture e trasporti

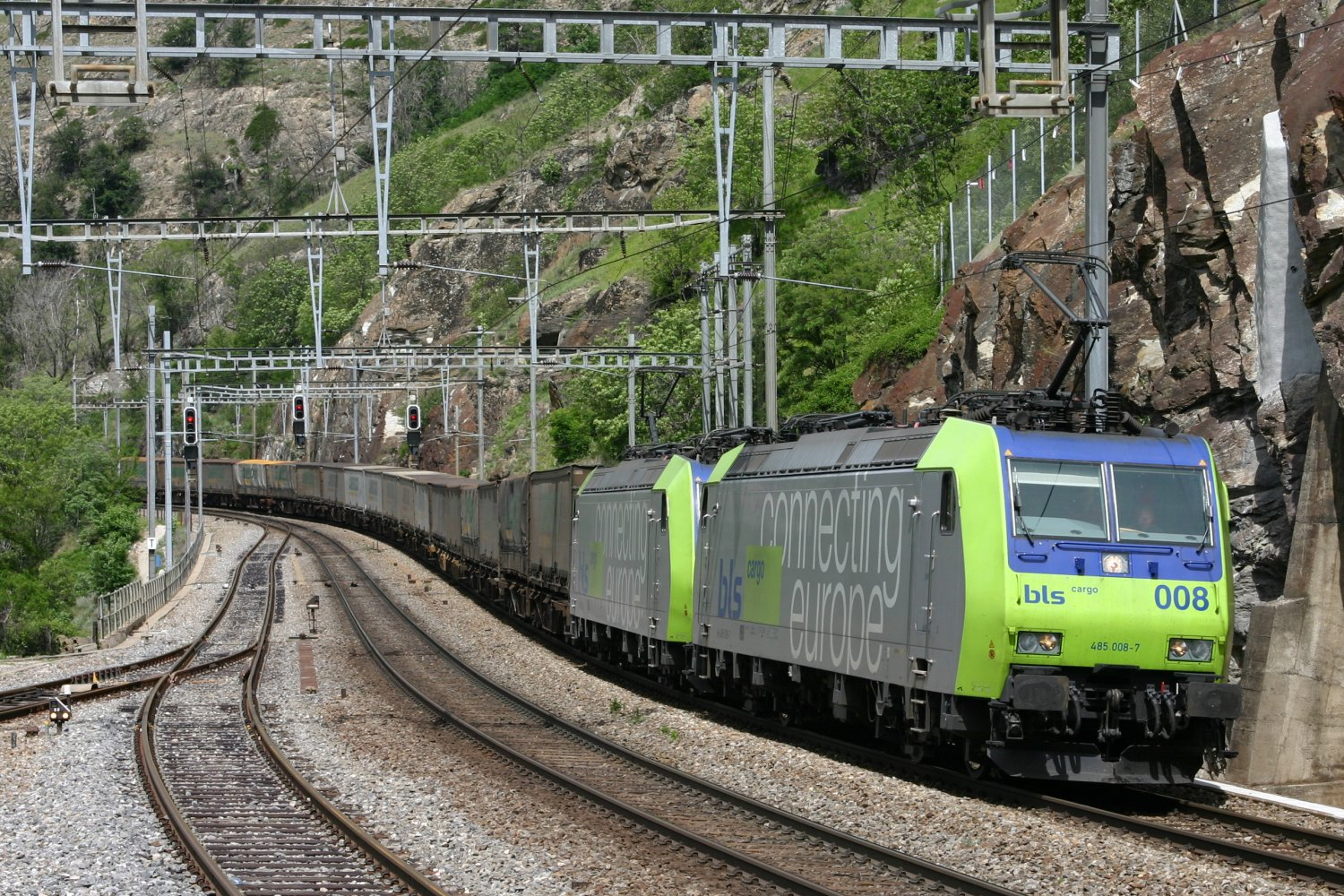
La stazione di Lalden

Lalden è servito dall'omonima stazione, sulla ferrovia del Lötschberg.

## Amministrazione
Ogni famiglia originaria del luogo fa parte del cosiddetto comune patriziale e ha la responsabilità della manutenzione di ogni bene ricadente all'interno dei confini del comune.